# Barbacoas (Nariño)
Barbacoas é um município da Colômbia, localizado no departamento de Nariño.
Barbacoas está localizado no centro de Nariño, a 236 km ao noroeste de sua capital, Pasto. Faz parte da região do Pacífico colombiano no sopé da montanha e da plataforma do Pacífico com suas florestas tropicais úmidas. Seu rio mais importante é o Telembí, afluente do rio Patía. 78,3% da população se identifica como etnicamente negra, 15,1% como indígena awá, enquanto os 6,6% restantes são mestiços ou brancos. A mineração de ouro tem sido uma atividade econômica proeminente, mas a agricultura também é muito importante.